# Harry Butterworth
Harry Robert Butterworth (ur. 22 listopada 1867 w Dunedin, zm. 30 listopada 1954 tamże) – brytyjski szermierz. Członek brytyjskiej drużyny olimpijskiej w 1912 roku.
W 1920 był trenerem piłki nożnej – prowadził szwedzki klub Hammarby IF. 